# Saturn-Apollo 3

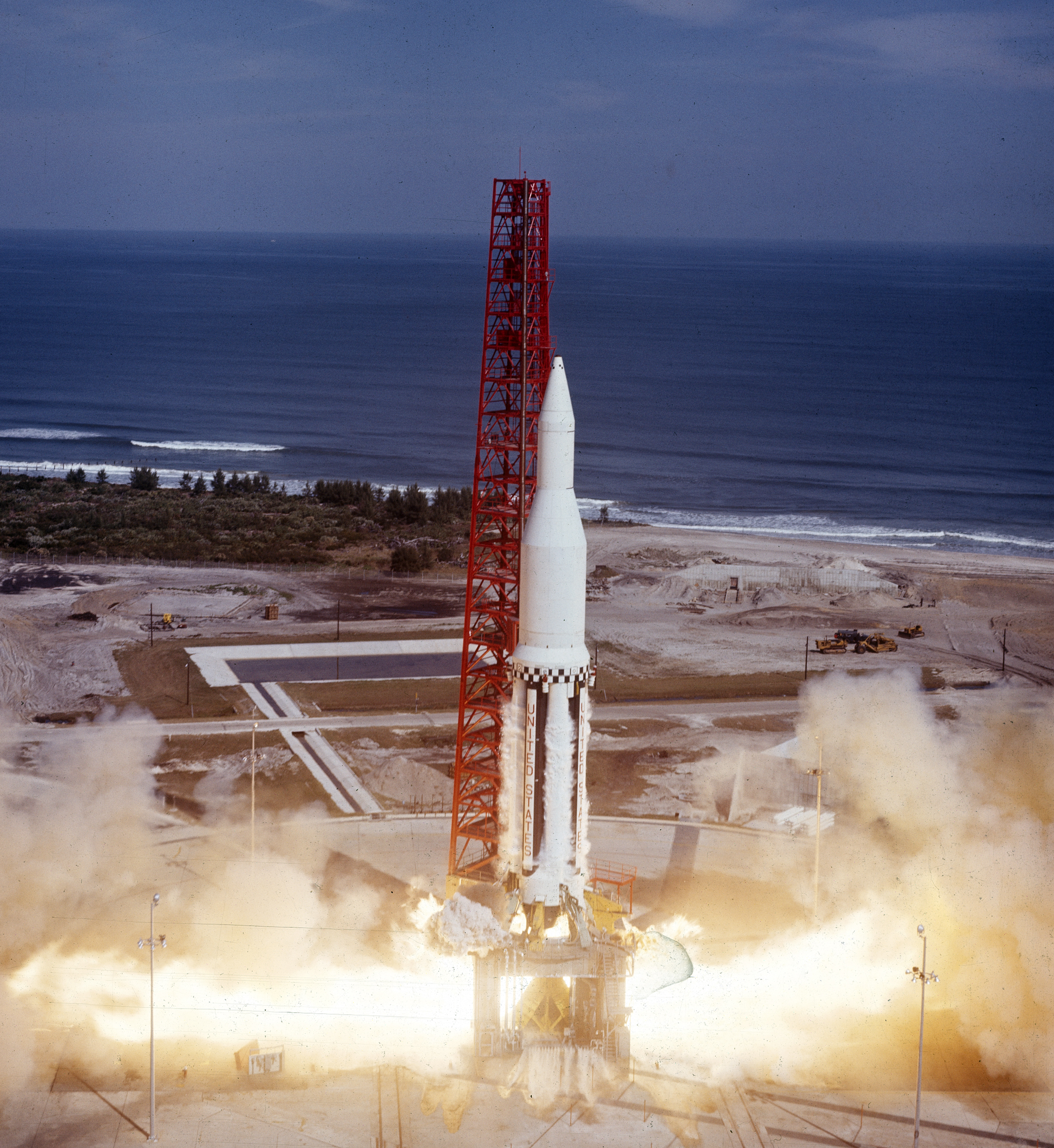
Start misji Saturn-Apollo 3

Saturn-Apollo 3 (SA-3) – trzeci testowy lot rakiety nośnej Saturn I z atrapami drugiego i trzeciego członu. Drugi i ostatni lot w ramach eksperymentu Project Highwater.

## Przebieg misji
Start Saturna (SA-3) nastąpił 16 listopada 1962 roku o 17:45:02 GMT ze stanowiska LC-34 kosmodromu Cape Canaveral Air Force Station na Florydzie. Masa rakiety przy starcie wynosiła 493 tony, w tym 340 ton stanowiło paliwo (kerozyna) i ciekły tlen. Łącznie zatem zużyto o około 70 ton więcej paliwa i utleniacza niż przy poprzednich startach Saturn-Apollo 1 i Saturn-Apollo 2. Silniki wewnętrzne H-1 pracowały przez 141 sekund (przy starcie SA-1 – 109 sekund), zewnętrzne – przez 149 sekund (przy SA-1 – 115 sekund). Po upływie 292 sekund od chwili startu rakieta osiągnęła wysokość 168 km. Na tej wysokości rakieta na sygnał z Ziemi eksplodowała, a 90 ton wody użytej jako balast rozproszyło się w postaci chmury kryształków lodu, stanowiąc przedmiot obserwacji radarowych i optycznych z Ziemi. Eksperyment o nazwie Project Highwater został opracowany, by spożytkować lot do czegoś więcej, niż tylko testowania rakiety. Niemal identyczny eksperyment przeprowadzono 25 kwietnia 1962 roku podczas poprzedniego testu rakiety Saturn-Apollo 2. Trzeci kolejny start i lot pierwszego członu rakiety Saturn (SA-3) udał się w pełni.